# Green Bay (thị trấn), Wisconsin
Green Bay là một thị trấn thuộc quận Brown, tiểu bang Wisconsin, Hoa Kỳ. Năm 2010, dân số của thị trấn này là 2.000 người.